# Jeroboão I
Jeroboão I, também chamado de Ben-Serua, foi o primeiro rei de Israel após a divisão do Reino de Israel em dois novos reinos. Foi o Primeiro Rei da Dinastia II de Israel. Pertencia à Tribo de Efraim, seu pai chamava-se Nebate e sua mãe Zeruá. Ainda jovem, serviu ao rei Salomão como chefe dos servos da tribo de José.(I Reis 11:28).
Durante o reinado de Salomão, Jeroboão se rebelou contra ele, aconselhado pelo Profeta Aías que lhe comunicou haver sido escolhido por Deus para reinar sobre dez das doze tribos de Israel, tirando o poder de Salomão, como castigo por este ter adorado outros deuses.(I Reis 11:29-38). Sabendo disso, Salomão procurou matar Jeroboão, que fugiu e refugiou-se no Egito onde permaneceu até a morte de Salomão.(I Reis 11:40) Nessa ocasião, já era Sheshonq I (na Bíblia, ele é chamado Sisaque) o Faraó do Egito.
Após a morte de Salomão as dez tribos de Israel não aceitaram seu filho Roboão como novo rei, achavam-se subjugados duramente por Salomão e Roboão declarou que reinaria com mais rigor ainda que seu pai.(I Reis 12:11-14)
Então as dez tribos aclamaram Jeroboão, que havia voltado do Egito, como seu rei, num reino que continuaria com o nome de Reino de Israel, também chamado de Reino de Efraim (por ser a Tribo de Efraim a maior das dez tribos), Reino das dez Tribos, Reino de Israel Setentrional e, mais tarde, Reino da Samaria.(I Reis 12:20)
Roboão reinaria unicamente sobre as tribos de Judá e Benjamim, num reino que passaria a chamar-se de Reino de Judá.
Depois de ser aclamado rei pelas dez Tribos em Siquém, Jeroboão escolheu esta cidade como capital, na região montanhosa de Efraim, mas depois mudou a capital para Peniel.(I Reis 12:25). No seu 5.º ano de reinado, o Faraó Sheshonq I realiza uma expedição militar na Palestina.
Procurou impedir que os seus súditos tivessem que se deslocar ao Templo de Jerusalém, capital do Reino de Judá, para adoração. Temendo que isso pudesse promover a reunificação dos reinos, Jeroboão mandou erigir dois santuários com bezerros de ouro no seu reino, em Dã, no norte do país, e outro, em Betel, no sul.(I Reis 12:28-29)
Conforme as palavras do mesmo profeta Aías, por Jeroboão não ter praticado boas obras em seu reinado, seria destituído e cairiam sobre ele e sua família os castigos de Deus.(I Reis 14:7-14)
Reinou durante 22 anos, sucedendo-lhe no trono, seu filho Nadabe (I Reis 14:20). Nadabe reinou por dois anos e foi morto por Baasa, que o sucedeu.(I Reis 15:25-28)